# José Agripino Maia
José Agripino Maia est un ingénieur et homme politique brésilien né à Mossoró le 23 mai 1945. Président du parti politique Démocrates, il est sénateur de l'État de Rio Grande do Norte entre 1987 et 1991 et de nouveau depuis le 1er février 1995.